# Jean Duvignaud
Jean Duvignaud (La Rochelle, 22 febbraio 1921 – La Rochelle, 17 febbraio 2007) è stato uno scrittore, drammaturgo e sociologo francese.

## Biografia
È stato professore di liceo ad Abbeville, poi ad Étampes (dal 1947 al 1956) dove tra i suoi studenti ebbe Georges Perec, col quale fondò nel 1972, assieme a Paul Virilio, la rivista "Cause commune". Ha poi insegnato all'Università di Tours (dal 1965 al 1980), e alla Paris-VII (fino al 1991) occupandosi in qualche modo pionieristicamente (dopo Charles Lalo, e insieme a Pierre Bourdieu e Pierre Francastel) di sociologia applicata al teatro e all'arte.
Direttore della "Maison des Cultures du Monde" di Parigi, negli anni quaranta si legò a Clara Malraux, moglie di André Malraux, che lo aiutò a partecipare alla fondazione della rivista "Contemporains". È stato membro del PCF e incaricato dall'UNESCO di diverse missioni all'estero. Nel 1969 è stato direttore dell'École Spéciale d'Architecture, dove ha insegnato l'amico Paul Virilio.

## Opere
- Georg Büchner: dramaturge, 1954
- Pour entrer dans le 20. siècle, 1960
- Tunisie, 1965
- L'acteur: esquisse d'une sociologie du comédien, 1965, tr. it. Maria Teresa Consoli, Sociologia dell'attore, introduzione di Achille Mango, Milano: Ghisoni, 1977
- Durkheim: sa vie, son oeuvre, avec un exposé de sa philosophie, 1965, tr. it. parziale in Individuo e società in Durkheim, Roma: Ianua, 1981 (con Franco Ferrarotti e Alberto Izzo)
- Sociologie du théâtre: essai sur les ombres collectives, 1965
- Introduction à la sociologie, 1966
- Sociologie de l'art, 1967, tr. it. di Donatella Barbagli, Sociologia dell'arte, a cura di Graziella Ungari Pagliano, Bologna: il mulino, 1969
- Chebika: mutations dans un village du Maghreb, 1968, tr. it. di Danilo Montaldi, Indagine su un'oasi del Maghreb, Milano: Il Saggiatore, 1970
- Georges Gurvitch, symbolisme social et sociologie dynamique, 1969
- Anthologie des sociologues français contemporaines, 1970
- Spectacle et societé, 1970
- L'empire du milieu, 1971 (romanzo)
- Le théâtre, et après, 1971
- L'Anomie, hérésie et subversion, 1973
- Fêtes et civilisations, 1973
- Le langage perdu: essai sur la différence anthropologique, 1973
- Les ombres collectives: sociologie du théâtre, 1973 (ed. ampliata del libro del 1965), tr. it. Maria Teresa Consoli, Le ombre collettive: sociologia del teatro, introduzione di Achille Mango, Roma: Officina, 1974
- Le théâtre contemporain: culture et contre-culture, 1974 (con Jean Lagoutte)
- Le ça perché, 1976
- La Sociologie de l'art et sa vocation interdisciplinaire: Francastel et après, 1976
- Le don du rien: essai d'antropologie de la fête, 1977
- Lieux et non lieux, 1977
- Sociologie de la connaissance, 1979
- Le jeu du jeu, 1980
- Les tabous des français, 1981 (con Jean-Pierre Corbeau)
- L'or de la République, 1984
- Le propre de l'homme: histoires du comique et de la dérision, 1985
- La solidarité: liens de sang et liens de raison, 1986
- L'Almanach de l'hypocrite: le théâtre en miettes, 1990
- La genèse des passions dans la vie sociale, 1990
- Dis l'Empereur, qu'as-tu fait de l'oiseau?, 1991
- Fêtes et civilisations; suivi de La fête aujourd'hui, 1991 (ripresa del libro del 1973)
- Retour a Chebika, 1991
- Perec ou la cicatrice, 1993
- Le singe patriote. Talma, un portrait imaginaire, 1993 (romanzo)
- L'oubli ou La chute des corps, 1995
- B.-K. Baroque et kitch: imaginaires de rupture, 1997
- Le Pandémonium du présent: idées sages, idées folles, 1998
- Le prix des choses sans prix, 2001
- Les octos, béant aux choses futures, 2003
- Le sous-texte, 2005
- La ruse de vivre, état des lieux, 2006